# Imprimerie Ballieu

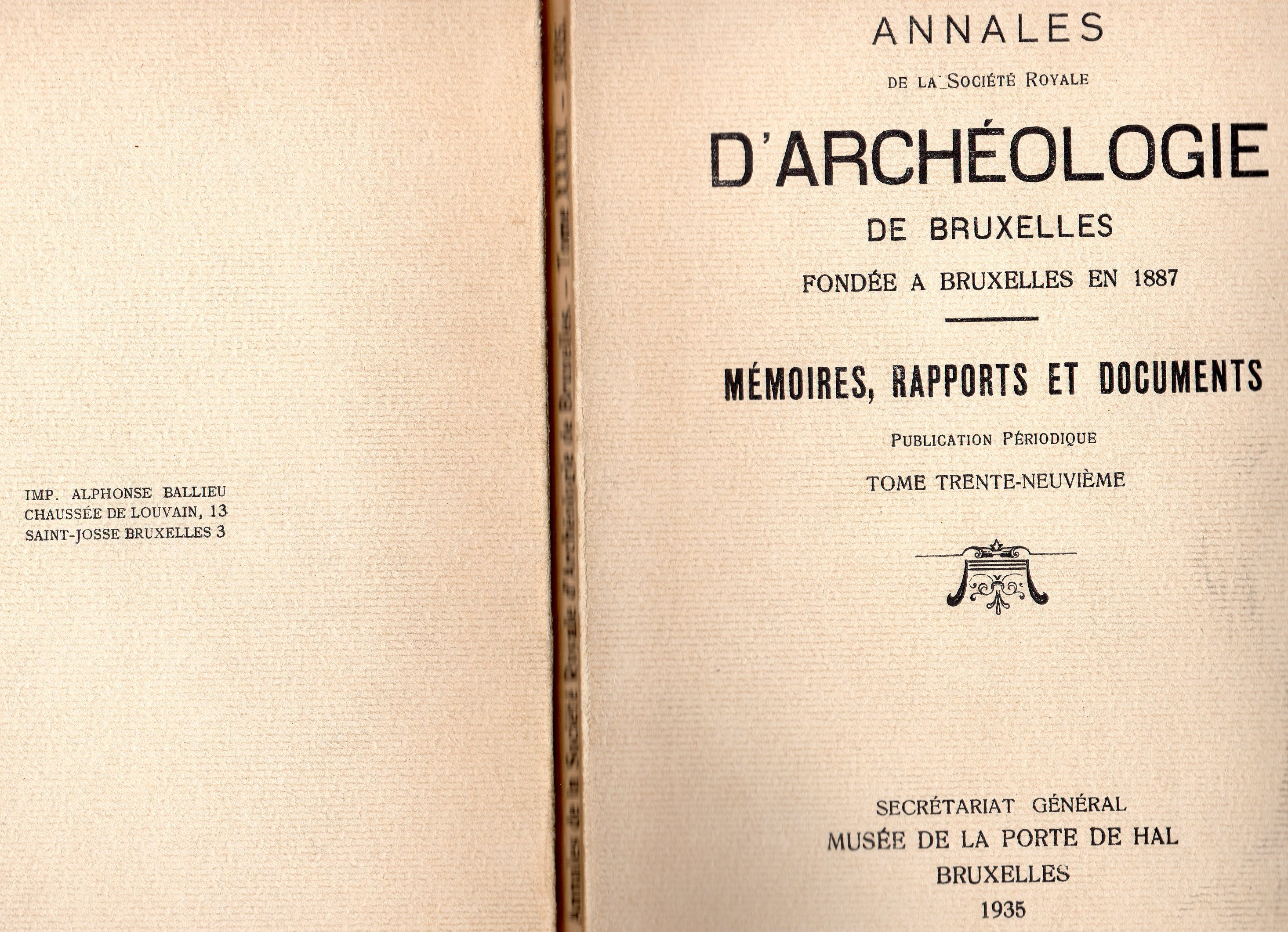
Tome XXXIX des Annales de la Société royale d'archéologie de Bruxelles année 1935, des presses de lImprimerie Ballieu, avec marque typographique sur le dos :
Imp. Alphonse Ballieu chaussée de Louvain, 13, Saint-Josse Bruxelles 3.

L'imprimerie Ballieu est une imprimerie familiale qui était implantée dans la commune bruxelloise de Saint-Josse-ten-Noode depuis 1908.

## Historique
Alphonse Ballieu, originaire de Nivelles, après avoir implanté une imprimerie en 1902 à Bruxelles rue de Ruysbroeck, établit ses ateliers en 1908 à Saint-Josse-ten-Noode, au numéro 13 de la chaussée de Louvain. En plus de l'imprimerie, Alphonse Ballieu y ouvre la première bibliothèque privée de Bruxelles, spécialisée en musique, ainsi qu'un magasin de fournitures scolaires et de bureau. Il fournit également les artistes peintres qui fréquentent les Ateliers Mommen situés à proximité, rue de la Charité. La devanture du magasin était de style Art nouveau.

### Première Guerre mondiale
Pendant la Première Guerre mondiale, Alphonse Ballieu publie nombre de documents pour la presse clandestine, notamment pour le journal La Libre Belgique, et cela grâce à un stratagème. En effet, afin de se procurer le papier nécessaire, Alphonse Ballieu imprime des tracts pour l'occupant allemand et détourne une partie de ces fournitures afin de pouvoir imprimer ces publications interdites. Cependant, ces activités sont dénoncées en 1916 et Alphonse Ballieu et son épouse sont arrêtés. Il est emprisonné à Vilvorde de novembre 1917 à novembre 1918. Quant à son épouse, Lydie Tamigneaux, elle est emprisonnée pendant trois mois et même les enfants en bas âge furent jetés quelque temps en prison.

### Seconde Guerre mondiale
Le matin du 10 mai 1940, la maison est bombardée par l'aviation allemande. Ce fut la première maison bruxelloise, sinon belge, détruite lors de cette guerre. L'immeuble est reconstruit pendant la guerre et terminé en 1942.

### Après-guerre
Alphonse Ballieu, secondé par son fils Albert, délaisse petit à petit les activités d'imprimerie en vue de se consacrer au commerce de détail. À la mort de son père, Albert Ballieu reprend le magasin et le transforme. Plus tard, c'est son fils Jean-Luc qui reprend à son tour l'enseigne. Cependant, à la suite du désir de la commune de réaménager les alentours de la Tour Madou, l'immeuble est exproprié et une nouvelle rue  tracée à l'emplacement du magasin, la rue Léopold Lenders.
Jean-Luc Ballieu transfère alors en 2001 les activités à Uccle rue Edith Cavell.

## Notices biographiques

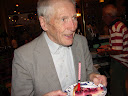
Albert Ballieu, le jour de ses 91 ans

- Alphonse Ballieu s'est marié avec Lydie Tamigneaux. Le couple eut neuf enfants, Ferdinand, Jean, Paul, Marie, Ghislaine, Joseph, Joséphine, Robert[5] et Albert.

- Albert Ballieu s'est marié avec Rose Van Hoeck, surnommée Rosette. Ils eurent cinq enfants, Jacques, Anne-Marie, Myriam, André et Jean-Luc.

- Jean-Luc Ballieu est marié avec Françoise Rouxhet avec qui il a deux enfants, Mathilde et Florian.

## Ouvrages imprimés par Ballieu
- Les Annales de la Société royale d'archéologie de Bruxelles